# 英國工程委員會
英國工程委員會（英語：Engineering Council）是英國工程業規管機構，負責特許工程師（Chartered engineer）、實務工程師（Incorporated engineer）和工程技術員（Engineering technician）的註冊事務，並為學生、工程師、僱主於學校提供註冊指引。委員會亦負責認可工程教育及培訓課程。

## 外部連結
- 官方网站